# Zig-Zag City
Zig-Zag City is de vierde single van Dizzy Man's Band. Het is niet afkomstig van een van hun albums.
Zig-Zag City is geschreven door muziekproducent Richard de Bois met Jacques Kloes. De B-kant Point of no return was nog afkomstig van hun debuutalbum Dizzy do Tickatoo en is geschreven door Herman Smak en diezelfde Kloes. Dizzy Man’s Man gaf destijds een album uit waarvan geen enkele single werd afgehaald: Luctor et emergo.

## Hitnotering
Zig-Zag City verkocht net iets beter dan voorganger Young love maar echt doorbreken deed het niet.

### Nederlandse Top 40
| Positie: | 37 | 38 | uit |